# Baltazar Mathias Keilhau
Baltazar Mathias Keilhau, né le 2 novembre 1797 à Biri et mort le 1er janvier 1858 à Christiania, est un géologue, minéralogiste et explorateur norvégien. 
Il est considéré comme le père de la discipline en Norvège, étant le premier à obtenir un diplôme de géologie à l'université d'Oslo et le premier à cartographier de façon extensive la géologie de Norvège. Il est aussi considéré comme le découvreur du massif de montagne de Jotunheimen.

## Biographie
Il effectue de nombreuses études de terrains en Italie, en France, en Europe de l'Est et dans les montagnes de Norvège puis, de 1823 à 1827, explore les îles du Svalbard. 
On lui doit l'ouvrage Resa i Ost go West Finmarken (1831). 
Jules Verne le mentionne à propos du Spitzberg dans le chapitre II de son roman Sans dessus dessous. 